# Sorhoanus arsenjevi
Sorhoanus arsenjevi är en insektsart som beskrevs av Anufriev 1978. Sorhoanus arsenjevi ingår i släktet Sorhoanus och familjen dvärgstritar. Inga underarter finns listade i Catalogue of Life.